# 1865 en Suisse
Chronologie de la Suisse
- 1861
- 1862
- 1863
- 1864
- 1865
- 1866
- 1867
- 1868
- 1869

Cette page concerne l'année 1865 du calendrier grégorien en Suisse.

## Gouvernement au1erjanvier 1865
- Conseil fédéral[1]
  - Karl Schenk (PRD), président de la Confédération
  - Melchior Josef Martin Knüsel (PRD), vice-président de la Confédération
  - Constant Fornerod (PRD)
  - Jakob Dubs (PRD)
  - Friedrich Frey-Herosé (PRD)
  - Jean-Jacques Challet-Venel (PRD)
  - Wilhelm Matthias Naeff (PRD)

## Évènements

### Janvier
Dimanche 1er janvier 
- Premier numéro du Jura Industriel, publié à La Chaux-de-Fonds (NE)

 Vendredi 13 janvier 
- Décès à Bonn (Allemagne), à l’âge de 75 ans, du professeur, homme politique et historien suisse Charles Monnard.

 Dimanche 22 janvier 
- Décès à Lucerne, à l’âge de 76 ans, du chanoine Josef Burkard Leu, adepte d’un catholicisme réformiste.

### Février
Mercredi 15 février 
- Décès à Heiden (AR), à l’âge de 56 ans, du capucin Theodosius Florentini.

### Avril
Jeudi 13 avril 
- Décès à Berne, à l’âge de 40 ans, du géologue Amanz Gressly.

### Juin
Jeudi 1er juin 
- Décès à Sion, à l’âge de 76 ans, de l’historiographe Sigismund Furrer.

### Juillet
Vendredi 14 juillet 
- Une cordée anglo-suisse dirigée par Edward Whymper réussit la première ascension du Cervin.

 Lundi 17 juillet 
- Décès à Paris, à l’âge de 65 ans du médecin Théodore-Joseph-Dieudonné Herpin, auteur de publications sur la santé publique, la chirurgie et l'épilepsie.

 Mercredi 26 juillet 
- Début de la 5e Fête des vignerons à Vevey (VD).

### Août
Samedi 12 août 
- Ouverture de la Fête fédérale de gymnastique au Locle (NE).

 Lundi 28 août 
- Décès à Graz (Autriche), à l’âge de 78 ans, de l’historiographe impérial Friedrich Emanuel Hurter,

### Septembre
Mercredi 13 septembre 
- Incendie du village de Travers (NE). 101 maisons sont détruites.

 Jeudi 21 septembre 
- Décès à Zurich, à l’âge de 65 ans, du chirurgien Heinrich Locher.